# 哈特縣 (肯塔基州)
哈特縣（英語：Hart County）是美國肯塔基州中部的一個縣。面積1,082平方公里。根据美國2000年人口普查，共有人口17,445人。縣治曼福德維爾（Munfordville）。
成立於1819年1月28日。縣名紀念在1812年戰爭中陣亡的納瑟尼爾·G·S·哈特 （Nathaniel G. S. Hart）。